# Universidad Autónoma de Yucatán
La Universidad Autónoma de Yucatán (UADY) es una institución universitaria de carácter público y autónomo cuya sede se localiza en la ciudad de Mérida, Yucatán, en México. Normalmente clasifica alto entre las universidades del país. Es considerada la mejor universidad del sureste mexicano y la máxima casa de estudios yucateca. Fue creada en 1922 bajo el nombre de Universidad Nacional del Sureste, aunque sus orígenes se remontan a la Real y Pontificia Universidad de Mérida fundada en 1624, lo que la convierte en una de las universidades más antiguas del país.
Ofrece educación media superior y superior, impartiendo licenciaturas y posgrados en las áreas de arquitectura, hábitat, arte y diseño, ciencias de la salud, ciencias biológicas y agropecuarias, ciencias exactas e ingenierías y ciencias sociales, económico-administrativas y humanidades. La UADY cuenta con el Centro de Investigaciones Regionales Dr. Hideyo Noguchi que se divide en dos áreas: Unidad de Ciencias Biomédicas y Unidad de Ciencias Sociales. La universidad también es la principal organizadora de la Feria Internacional de la Lectura Yucatán (FILEY), la cual se lleva a cabo cada año.

## Historia

### Instituciones precursoras
Colegio de Mérida
El Colegio de Mérida, a cargo de la Compañía de Jesús, fue erigido por Cédula del Rey Felipe III con fecha del 16 de julio de 1611, aunque su apertura se demoró hasta 1618. Su principal promotor fue el Cap. D. Martín del Palomar quien legó un predio situado una esquina al norte de la Catedral de San Ildefonso, cuyo solar abarcaba lo que hoy se conoce como Iglesia de la Tercera Orden, el Callejón del Congreso y el Teatro Peón Contreras. 
Real y Pontificia Universidad de Mérida
El 23 de noviembre de 1624 se fundó la Real y Pontificia Universidad de Mérida de Yucatán sucesora del Colegio de Mérida. En 1711 se incorporó al complejo educativo el Colegio Seminario de San Pedro, donde moraban dos maestros jesuitas y colegiales becarios. El edificio de este colegio es actualmente la sede de las oficinas centrales de la UADY. La universidad funcionó hasta 1767 a causa de la expulsión de la Compañía de Jesús de los dominios españoles por el Rey Carlos III.A raíz de esto la Educación media y superior fue absorbida totalmente por el Seminario Conciliar de San Ildefonso, institución fundada en 1751.
Instituto Literario de Yucatán
El Instituto Literario de Yucatán fue fundado el 18 de julio de 1867 por el General Manuel Cepeda Peraza, dando inicio a la enseñanza liberal a cargo del Estado. Funcionó en las instalaciones del Colegio de San Pedro hasta el año de 1922.
Universidad Nacional del Sureste
La Universidad Nacional del Sureste se inició como un proyecto conjunto de crear tres universidades nacionales en México. La Universidad Nacional del Sureste fue fundada por Felipe Carrillo Puerto, gobernador de Yucatán, el 25 de febrero de 1922. A su vez, fueron fundadas en fechas cercanas La Universidad Nacional del Poniente y la Universidad Nacional del Norte, con sedes en Guadalajara y Monterrey respectivamente.

### Universidad de Yucatán y sus reformas
El 1 de septiembre de 1938 inició la remodelación tanto del edificio universitario, como de su estructura interna, y el 5 de noviembre de ese mismo año el Congreso aprobó los nuevos estatutos de la Universidad, bajo la denominación de Universidad de Yucatán.
El 5 de abril de 1951, habiendo pasado la institución académica por una serie de pasos que lo llevaría posteriormente a adquirir su autonomía al estado, el Consejo Universitario propuso retomar el nombre original de Universidad Nacional del Sureste, lo cual fue aprobado. Sin embargo, dado que este fue un cambio meramente nominal y no correspondía con esencia de la nueva universidad, más autónoma, esta propuesta fue reconsiderada y en 1958 el consejo aceptó unánimemente volver al nombre de Universidad de Yucatán.
En septiembre de 1984, el gobernador del estado, Víctor Cervera Pacheco, promulgó una nueva Ley Orgánica y le concede autonomía administrativa y de gestión por lo que a partir de ese momento toma el nombre de Universidad Autónoma de Yucatán.

## Organización
La estructura orgánica de la Universidad Autónoma de Yucatán está constituida por las siguientes tres autoridades universitarias:
1. El Consejo Universitario
2. El rector
3. Los directores de facultades, escuelas, institutos y centros.

### Consejo Universitario
El Consejo Universitario es la autoridad suprema de la universidad y tiene como objetivo normar y propiciar el adecuado desarrollo de la vida académica de la institución. Para su funcionamiento el Consejo se apoya en el trabajo de tres comisiones permanentes, la académica, la legislativa y la de presupuestos.
El Consejo Universitario está integrado por:
1. El rector, quien es el presidente del Consejo.
2. Los directores de las facultades y escuelas.
3. Un representante de los maestros y un representante de los alumnos de cada una de las facultades y escuelas.
4. Los directores de los institutos y centros de investigación.
5. El secretario general de la universidad, quien es, a su vez, secretario del Consejo.
6. Los directores de las distintas áreas funcionales.

### Rectoría
Es el jefe de la universidad, es designado por el Consejo Universitario en elección por escrutinio secreto, en sesión extraordinaria y su cargo dura 4 años, con posibilidad de ser reelegido una vez.
- (1922 - 1924): Dr. Eduardo Urzaiz Rodríguez
- (1924 - 1924): Dr. Lázaro Barrera Puerto
- (1924 - 1926): Dr. Eduardo Urzaiz Rodríguez
- (1926 - 1930): Dr. Gonzalo Pat Valle
- (1930 - 1930): Lic. Maximiliano Peniche Vallado
- (1930 - 1936): Dr. Efraín Gutiérrez Rivas
- (1936 - 1936): Dr. Jesús Amaro Gamboa
- (1936 - 1942): Ing. Joaquín Ancona Albertos
- (1942 - 1946): Lic. Enrique Aznar Mendoza
- (1946 - 1955): Dr. Eduardo Urzaiz Rodríguez
- (1955 - 1971): Abog. Francisco Repetto Milán
- (1971 - 1982): Dr. Alberto Rosado G. Cantón
- (1982 - 1990): Ing. Álvaro J. Mimenza Cuevas
- (1991 - 1998): C.P. Carlos Manuel Pasos Novelo
- (1999 - 2006): Dr. Raúl Godoy Montañez
- (2007 - 2014): Dr. Alfredo Dájer Abimerhi
- (2015 - 2022): Dr. José de Jesús Williams
- (2022 - actual) M. en C. Carlos Alberto Estrada Pinto

Se desempeñaron como rectores interinos, en suplencia de los rectores propietarios, Cirilo Montes de Oca Ramírez, Hernán Canto Echeverría, Maximiliano Peniche Vallado, Martín Medina Rosado, Ramón Osorio y Carvajal y Pedro Cámara Milán, entre otros.

## Admisión

### Pregrado
| Año  | Estadística | Estadística | Estadística  | Estadística             |
| Año  | Aspirantes  | Admitidos   | No admitidos | Porcentaje de admitidos |
| ---- | ----------- | ----------- | ------------ | ----------------------- |
| 2021 | 14 760      | 4 098       | 10 662       | 27.76%                  |

Al igual que muchas instituciones de educación superior en México, el examen de admisión para pregrado en la universidad es el Examen Nacional de Ingreso a la Educación Superior (EXANI-II) del Centro Nacional para la Evaluación de la Educación Superior (Ceneval), cuyo propósito es medir las habilidades y los conocimientos básicos adquiridos por los aspirantes a cursar estudios de nivel superior en las áreas de comprensión lectora, redacción, matemáticas, ciencias experimentales o sociales dependiendo de la carrera a la que se aspira e inglés.
En el proceso de selección de 2021 el total de sustentantes fue de 14 760 de los cuales 2 036 eran mujeres (49.68%) y 2 062 eran varones (50.31%) y de estos fueron admitidos un total de 4 098 aspirantes de los cuales 8,390 (56.85%) eran 
mujeres y 6,370 (43.15%) eran varones. En 2022, las carreras con menor porcentaje de aspirantes admitidos debido a su alta demanda fueron medicina (5.47%), enfermería (9.75%), medicina veterinaria (12.80%), odontología (15.58%), rehabilitación (16.37%), mercadotecnia (18.73%), arquitectura (19.43%), nutriología (19.44%) y psicología (23.93%).

## Campus
| Fundación de las facultades      | Fundación de las facultades |
| -------------------------------- | --------------------------- |
| Facultad                         | Fundación                   |
| Antropología                     | 1970                        |
| Arquitectura                     | 1973                        |
| Contaduría y Administración      | 1962                        |
| Derecho                          | 1827                        |
| Economía                         | 1971                        |
| Educación                        | 1985                        |
| Enfermería                       | 1903                        |
| Ingeniería                       | 1937                        |
| Ingeniería Química               | 1977                        |
| Matemáticas                      | 1963                        |
| Medicina                         | 1833                        |
| Medicina Veterinaria y Zootecnia | 1970                        |
| Odontología                      | 1932                        |
| Psicología                       | 1971                        |
| Química                          | 1922                        |

La universidad tiene 5 campus en la ciudad de Mérida y un campus en la ciudad de Tizimín, al oriente del estado de Yucatán. La UADY también cuenta con el Centro de Investigaciones Regionales Dr. Hideyo Noguchi, el cual se divide en dos áreas: Unidades de Ciencias Biomédicas y Unidades de Ciencias Sociales.

### Campus de Arquitectura, Hábitat, Arte y Diseño
El Campus de Arquitectura, Hábitat, Arte y Diseño (CAHAD), se encuentra frente al parque de La Mejorada, en el centro histórico de Mérida. A diferencia de los otros campus universitarios, este no fue trasladado a modernos complejos, sino que continuará en el ex convento franciscano de "La Mejorada". Cuenta con una biblioteca de 489 m² que contiene una colección documental de 22 458 volúmenes.

### Campus de Ciencias Biológicas y Agropecuarias
El Campus de Ciencias Biológicas y Agropecuarias, está ubicado cerca de la exhacienda de Xmatkuil, al sur del municipio de Mérida, es sede de la Facultad de Medicina Veterinaria y Zootecnia. Cuenta con una biblioteca de 991 m² que contiene una colección documental de 16 953 volúmenes.

### Campus de Ciencias de la Salud
El Campus de Ciencias de la Salud, está ubicado al poniente de la ciudad de Mérida, incluye a las Facultades de Medicina, Odontología, Enfermería, la Facultad de Química, así como el Centro de Investigaciones Biomédicas y la Biblioteca de las Ciencias de la Salud, inaugurada en el año 2006. Cuenta con una biblioteca de 2790 m² que contiene una colección documental de 28 938 volúmenes.

### Campus de Ciencias Sociales, Económico-Administrativas y Humanidades
El Campus Ciencias Sociales, Económico-Administrativas y Humanidades, está ubicado en la carretera a Motul, en el noreste de la ciudad de Mérida. Alberga a la Facultad de Ciencias Antropológicas, así como las de Psicología, Economía, Derecho y Educación. Actualmente las instalaciones de la Facultad de Contaduría y Administración se encuentran en construcción. Cuenta una Unidad Deportiva, con canchas de fútbol siete, fútbol soccer y baloncesto. También posee una biblioteca de 765 m² que contiene una colección documental de 24 081 volúmenes.

### Campus de Ciencias Exactas e Ingenierías
El Campus de Ciencias Exactas e Ingenierías, está ubicado sobre el Periférico Norte de Mérida (Kilómetro 33). Este campus incluye las Facultades de Ingeniería, Matemáticas e Ingeniería Química. Cuenta con una biblioteca de 620 m² que contiene una colección documental de 27 404 volúmenes.

### Unidad Multidisciplinaria Tizimín

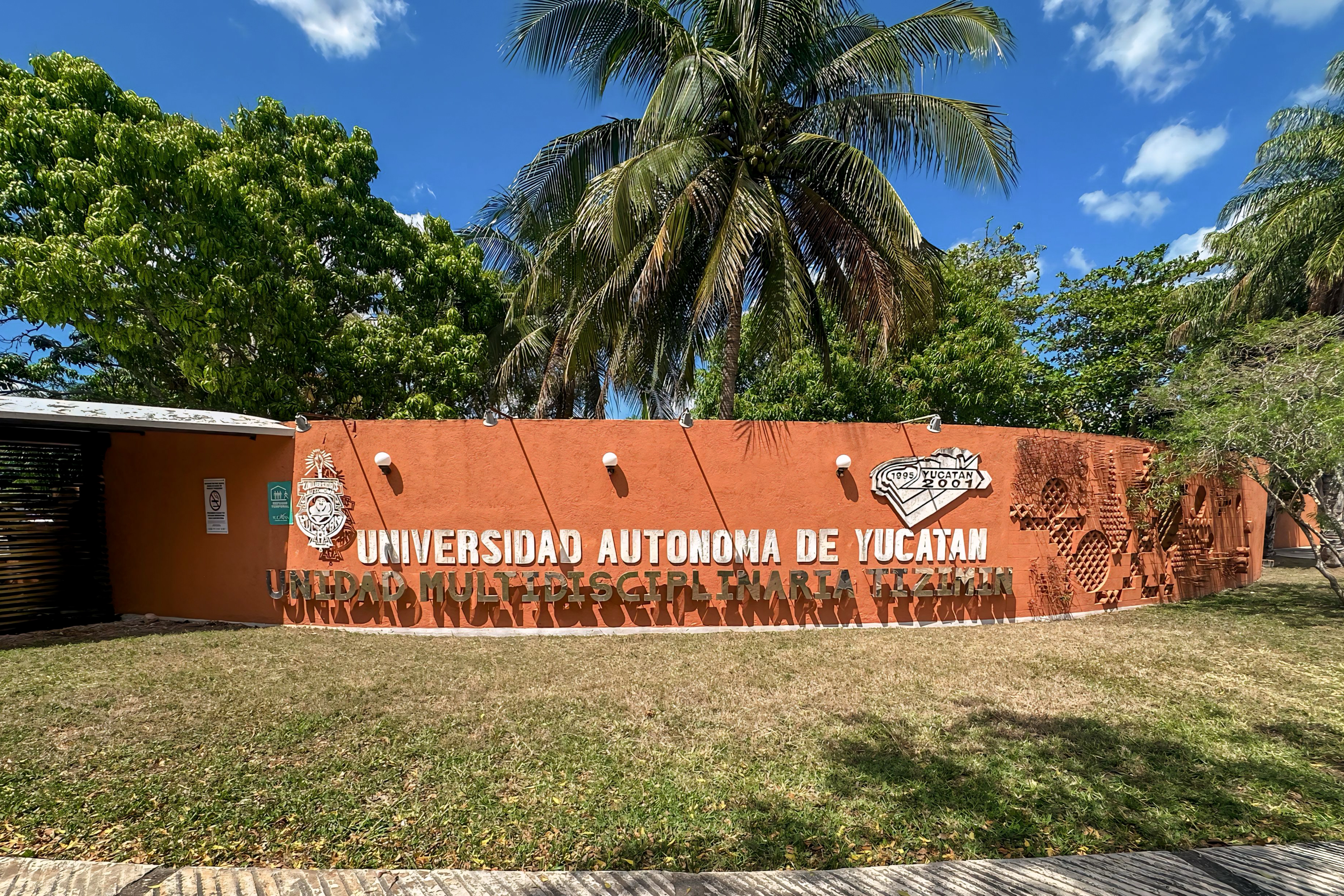
Unidad Multidisciplinaria Tizimín.

La Unidad Multidisciplinaria Tizimín, está ubicada en la ciudad de Tizimín, al oriente del estado de Yucatán. En ella se imparten las licenciaturas de Educación, Enfermería, Ciencias de la Computación, y Contaduría.
Cuenta con una biblioteca de 247 m² que contiene una colección documental de 13007 títulos y 15908 volúmenes. En las instalaciones se cuenta con un auditorio con capacidad para 130 personas.
También se encuentra la Unidad Universitaria de Inserción Social (UUIS), la cual es una unidad de primer nivel de atención que cuenta con servicio médico y de asistencia sanitaria.

## Oferta educativa
La Universidad Autónoma de Yucatán ofrece 3 escuelas preparatorias, 45 licenciaturas, 15 diplomados, 27 especializaciones, 24 maestrías, 4 doctorados.

## Egresados sobresalientes
- Silvio Zavala, Premio Príncipe de Asturias de Ciencias Sociales de 1993.[35][n 1]

## Clasificación académica
La clasificación académica (ranking académico) de la universidad se encuentra delimitada por una rigurosa metodología científica de tipo bibliométrico que incluye criterios objetivos medibles y reproducibles sobre la literatura de carácter científico y los autores que la producen en la universidad.

### Clasificación webométrica del CSIC
Esta clasificación la produce el Centro de Información y Documentación (CINDOC) del Consejo Superior de Investigaciones Científicas (CSIC) de España. El CINDOC actúa como un observatorio de ciencia y tecnología disponible en la Internet. La clasificación se construye a partir de una base de datos que incluye alrededor de 11.000 universidades y más de 5.000 centros de investigación. La clasificación muestra a las 3.000 instituciones mejor colocadas. La metodología bibliométrica toma en cuenta el volumen de contenidos publicados en la web, así como la visibilidad e impacto de estos contenidos de acuerdo con los enlaces externos que apuntan hacia sus sitios web.
Según esta metodología, la Universidad Autónoma de Yucatán ocupa el lugar número 2204 del mundo, el lugar 139 de América Latina, y el lugar 22 de México.

### Clasificación del SCImago Research Group
La clasificación del SCImago Research Group está basada en cuatro indicadores: número de artículos científicos publicados en revistas especializadas, colaboración internacional, impacto científico y publicaciones de alta calidad. Según esta metodología, la Universidad Autónoma de Yucatán ocupa el lugar 2264 del mundo, 136 de América Latina y 26 de México.

## Deportes

El jaguar es la mascota deportiva de la UADY.

La mascota de la universidad en los eventos deportivos es el jaguar.
La universidad tiene selecciones que la representan en múltiples competencias, los deportes en los que se desempeñan son el ajedrez, atletismo, baloncesto, béisbol, esgrima, fútbol, fútbol rápido, gimnasia, halterofilia, balonmano, judo, karate do, softbol, tae kwon do, tenis, tenis de mesa, triatlón, voleibol, y voleibol de playa.

### Instalaciones deportivas
El Centro Deportivo Universitario (CDU) cuenta con un gimnasio de usos múltiples, un gimnasio de pesas, un campo de fútbol y una "Unidad de Atención Integral de la Salud". La Unidad Deportiva del Campus de Ciencias Antropológicas cuenta con un campo de fútbol, múltiples canchas de fútbol rápido, una cancha de baloncesto y un gimnasio de pesas.

## Galería

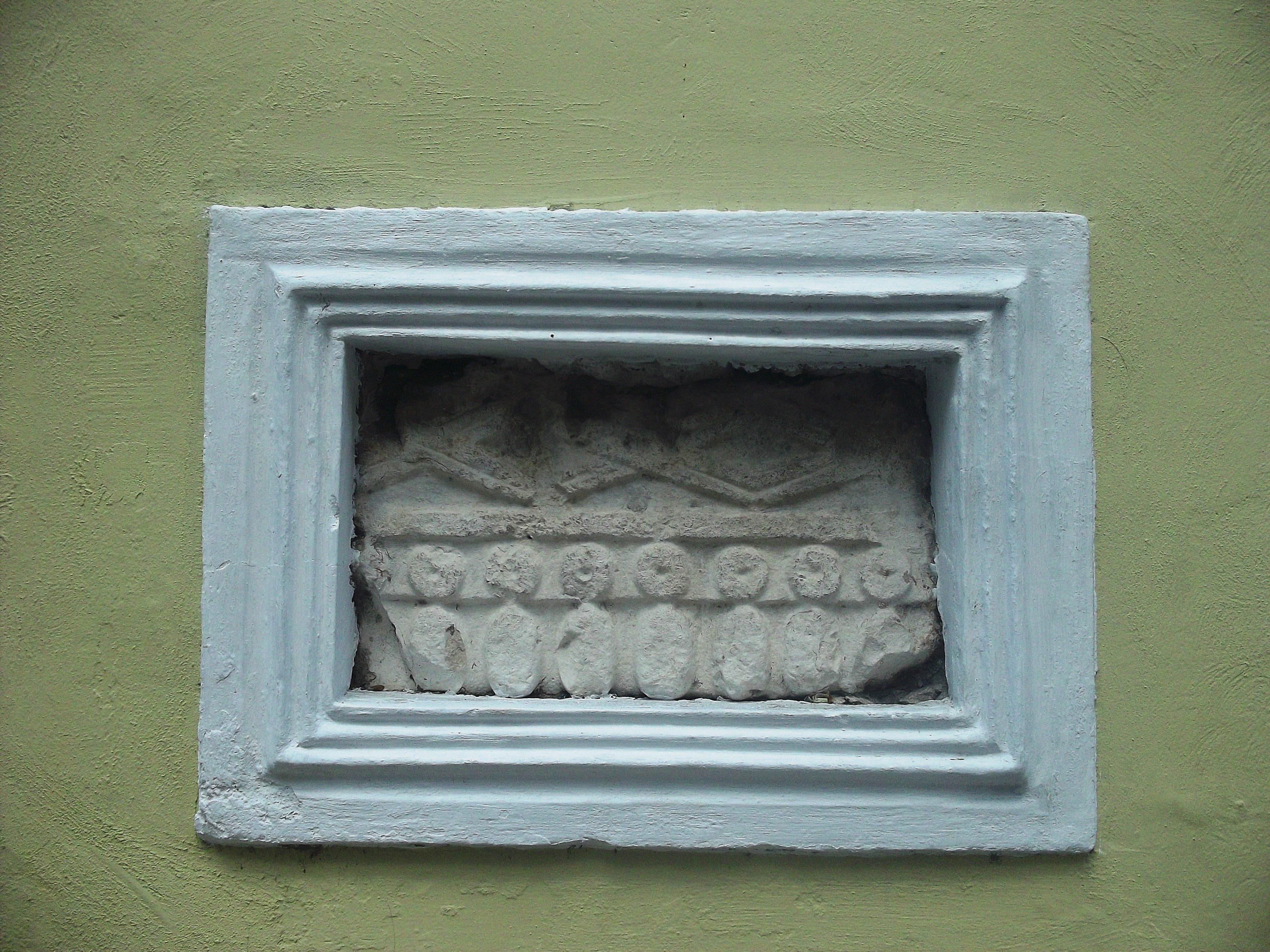
Vestigios arqueológicos mayas en exhibición.
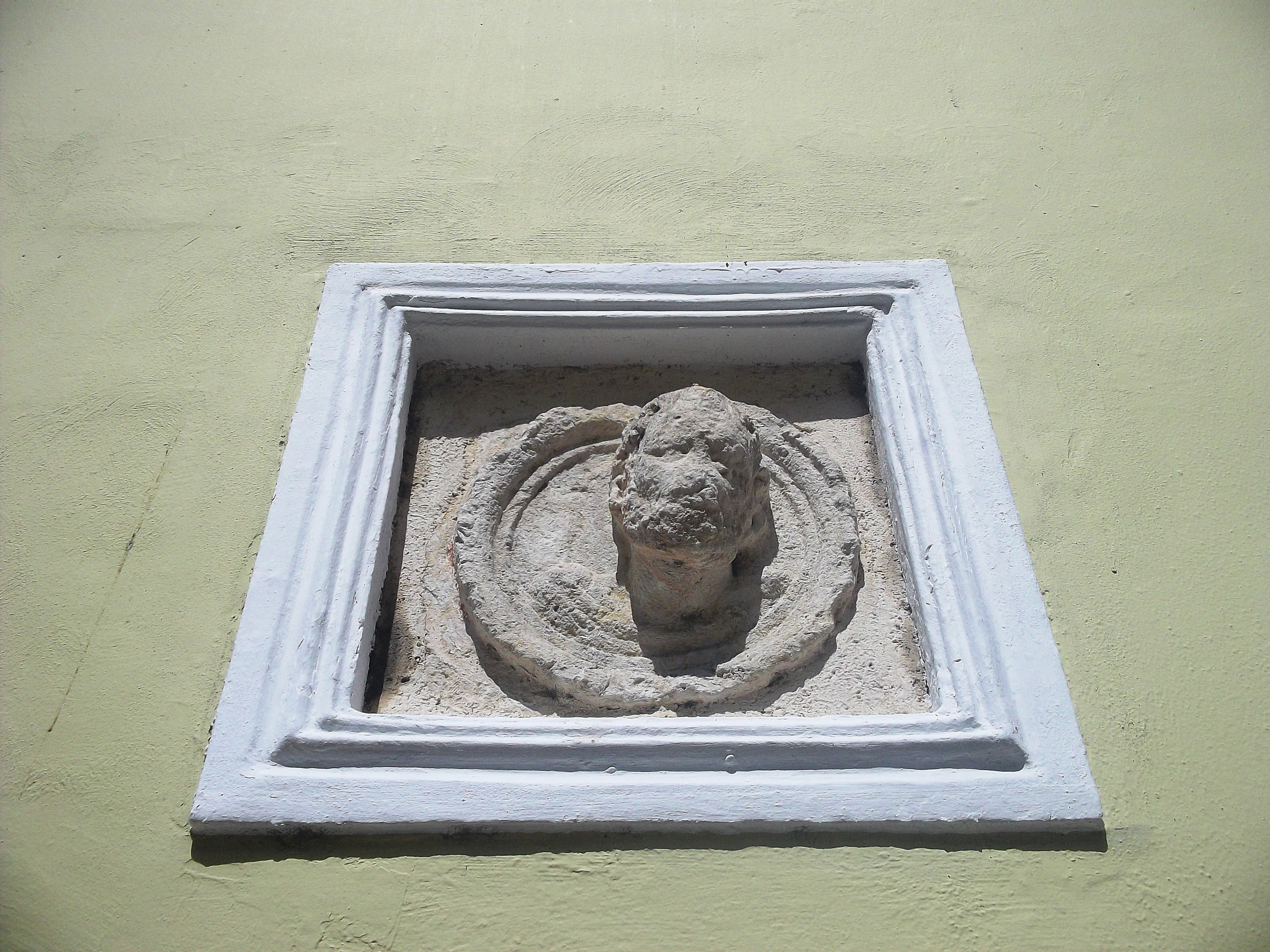
Escultura colonial en exhibición.
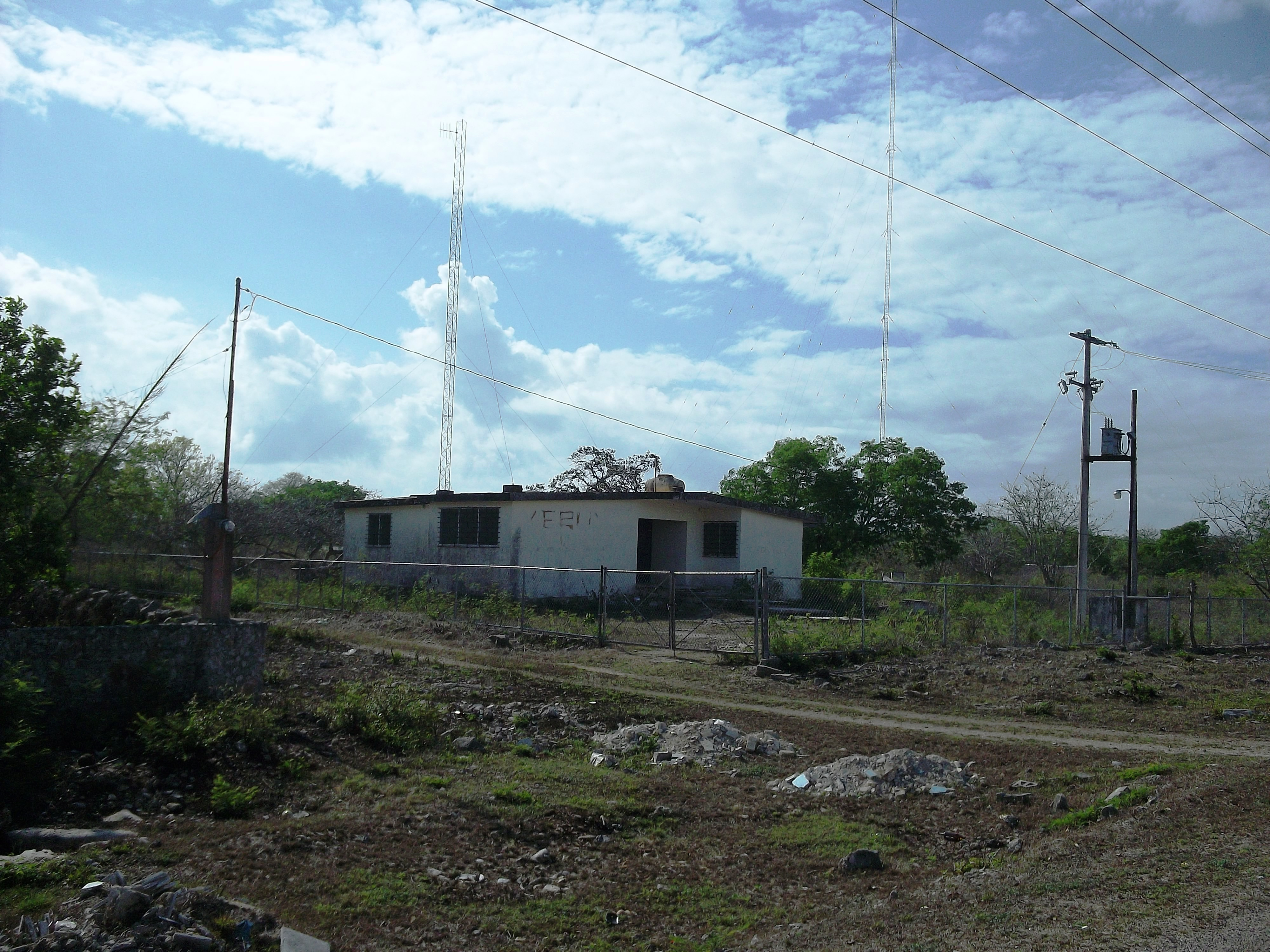
Parque transmisor de la estación de radio XERUY ubicado a un costado del Campus de Ciencias Biológicas y Agropecuarias.